# シャイ (シンガーソングライター)
シャイは、沖縄県出身の男性シンガーソングライター。ハートビーツの元ボーカル。

## 人物
デビュー当時より、アルバムクレジット等はshyと表記。
現在はソロ活動で全国を廻る他、ARBのドラム、キース率いるバンドGroovin'のボーカル担当。

## 略歴
- 1979年 - 那覇市にてハートビーツ結成。
- 1982年 - 9月、コロムビアレコードより、1stアルバム「Dance the nightaway」1stシングル「マチルダ」リリース。
- 1983年
  - 2月、後藤次利プロデュースで、2ndアルバム「Crazy Dance」2ndシングル「Midnight Call」リリース。
  - 9月、ジャッキー・チェン主演映画『天中拳』のテーマソング「カンニングモンキー」リリース
- 1986年 - 11月、ロッカーズ80'Sを最後に、ハートビーツ解散。
- 1987年
  - 6月、Mooney、藤沼伸一、寺岡信芳らとともに「チェイン・ザ・スリーギャング」結成。
  - 8月、サザンオールスターズの桑田佳祐と、湘南隊の名でTVプロジェクト。
- 1988年 - 12月、石橋凌とともに映画『Aサインデイズ』に出演（沖縄のバンドのボーカル竜ちゃん役）。
- 1990年 - 11月、Mooneyとの新たなユニット「Shy&Mooney」結成。
- 1995年 - 1月、崔洋一監督映画『平成無責任一家 東京デラックス』に出演。
- 1997年 - 3月、キティレコードより、「Shy」リリース（EBBY プロデュース）。
- 1998年 - 「Phat Dogs」結成。
- 1999年 - ソロやShy&ONE DUB、Phat Dogs等でのライブ活動
- 2000年 - ソロ活動、日倉士歳朗や元ハートビーツのギター、ジョニー宜野湾等とツアーも。
  - この年より、発起人となり、ジョニー宜野湾、寿:kotobukiをレギュラーに「沖縄ナイト」を企画。
  - 11月、アルバム「ラフ＆タフ」（日本晴レコード）リリース。
  - 12月、自ら発起人となり「沖縄ナイト」開催。
- 2003年 - 4月、アルバム「wandafo」（日本晴レコード）リリース
- 2005年 - アルバム「ありがとう」（日本晴レコード）リリース